# Цикада дубова
Цикада червона, цикада дубова(лат. Tibicina haematodes) — вид цикад, що належить до родини Cicadidae, підродини Tibicininae .  

## Етимологія
Латинська видова назва "гематода", так само як і українська зумовлені тим, що жилки передніх крил коричнево-червоні.

## Розповсюдження
Цей вид зустрічається в Центральній та Південній Європі, на Близькому Сході та в Північній Африці. В Україні зустрічається на Дніпропетровщині та Донеччині. 